# Teket László
Teket László (1929. március 5. –) labdarúgó, csatár. A sportsajtóban Teket II László néven szerepelt.

## Pályafutása
1948 és 1950 között a Ferencváros labdarúgója volt. 
Az élvonalban 1949. december 25-én mutatkozott be a Dorog ellen, ahol csapata 2–1-es vereséget szenvedett. Ezzel a mérkőzéssel tagja volt az 1949–50-es bajnoki ezüstérmes csapatnak. 1950 és 1951-ben a Szegedi Honvéd játékosa volt. 1954 és 1955 között a Salgótarján csapatában játszott. Összesen 47 élvonalbeli bajnoki mérkőzésen lépett pályára és három gólt szerzett.

## Sikerei, díjai
- Magyar bajnokság
  - 2.: 1949–50